# Moorea
17°32′S 149°50′V / 17.533°S 149.833°V
Moorea (fransk île Moorea) er en ø i øgruppen Selskabsøerne i Fransk Polynesien, der ligger i den sydøstlige del af Stillehavet.  Øen indgår i Frankrigs oversøiske områder.
Moorea ligger 17 kilometer nordvest for Tahiti, hovedøen i Fransk Polynesien. Øen har et areal på cirka 134 km² og et indbyggertal på cirka 12.000 personer. Moorea er en vulkanø med den nu slukkede vulkan Mont Tohiea (cirka 1200 moh). Den er omgivet af et undersøisk koralrev, og har to store bugter, Baie d'Opunohu og Baie de Cook. Den lille ø Maiao, beliggende cirka 75 kilometer mod sydvest, hører forvaltningsmæssigt under Moorea.

## Historie
Moorea menes at være blevet bosat af polynesiere i 900-tallet. Den første europæer som opdagede øen, var Samuel Wallis i 1767. Han navngav den Duke of York Island, dog uden at gå i land på øen. Den engelske opdagelsesrejsende James Cook besøgte Moorea i 1777. Britiske missionærer slog sig senere ned på øen, og byggede en kirke i 1827 i byen Papetoai. Kirken regnes for den ældste europæiske bygning i det sydlige Stillehav. I 1843 blev øen en fransk koloni, og blev indlemmet i Selskabsøerne i det daværende Fransk Oceanien (nu Fransk Polynesien).

## Økonomi
Øens økonomi er hovedsagelig baseret på turisme og landbrug. Moorea er den tredjemest besøgte ø i Fransk Polynesien, kun overgået af Tahiti og Bora Bora. I landbruget produceres der blandt andet ananas, ferskener og vanilje.

## Transport
Transport til Moorea foregår med enten båd eller fly. Mellem Vaiare på Moorea og hovedstaden Papeete på Tahiti, sejler der hurtigtgående katamaraner; sejltiden er cirka 30 minutter. Moorea har også en lille flyveplads, Aérodrome de Moorea, som anvendes af regionale flyruter, hovedsageligt til Papeete. Air Moorea beflyver ruten til Tahtiti, med en flyvetid på cirka syv minutter. 